# Principe van Mach
Het principe van Mach is een gedachte-experiment en hypothese van de fysicus en filosoof Ernst Mach die het referentiekader van roterende objecten, zoals gyroscopen en draaiende hemellichamen, in verband brengt met de kenmerken van de kosmos. Einstein liet zich door de hypothese inspireren en gaf er deze benaming aan. Een andere benaming is het vermoeden van Mach)

Deze stelling uit de theoretische fysica vestigt de aandacht op het bestaan van absolute rotatie. In technische termen is dit het onderscheid tussen lokale traagheidsframes versus roterende referentieframes. Dit verschil wordt volgens Mach bepaald door de grootschalige distributie van materie, zoals geïllustreerd door de volgende anekdote:
Je staat in een veld naar de sterren te kijken. Je armen rusten vrij naast je en je ziet dat de verre sterren niet bewegen. Begin nu met draaien. De sterren zwieren om je heen en je armen worden van je lichaam weggeslingerd. Waarom moeten je armen worden weggetrokken als de sterren rondzwieren? Waarom hangen ze vrij naar beneden als de sterren niet bewegen?
Machs principe zegt dat dit niet toevallig is - dat er een natuurkundige wet is die de beweging van de verre sterren relateert aan het lokale inertiaalstelsel. Als je alle sterren om je heen ziet wervelen, suggereert Mach dat er een fysieke wet is waardoor je een middelpuntvliedende kracht zou voelen. Een zeer algemene versie van Machs principe is "lokale natuurkundige wetten worden bepaald door de grootschalige structuur van het universum". 
Het concept van Mach was een leidende factor in Einsteins ontwikkeling van de algemene relativiteitstheorie. Einstein realiseerde zich dat de algehele verdeling van materie de metrische tensor zou bepalen die aangeeft welk referentiestelsel als stationair voor rotatie. Frame-slepen en behoud van impulsmoment maakt dit tot een ware verklaring in de algemene theorie in bepaalde oplossingen. Maar omdat het principe zo vaag is, zijn er veel verschillende uitspraken gedaan die als een Mach-principe zouden kunnen worden aangemerkt, en waarvan sommige onjuist zijn. 

## Geschiedenis
Mach bracht het idee naar voren in zijn boek The Science of Mechanics (1883 in het Duits, 1893 in het Engels). Vóór de tijd van Mach kwam het basisidee ook voor in de geschriften van George Berkeley .  Na hem werden vergelijkbare ideeën naar voren gebracht door de broers Benedict en Immanuel Friedländer in hun boek Absolute or Relative Motion? uit 1896.

## Einsteins gebruik van het principe
Er is een fundamentele kwestie in de relativiteitstheorie: als alle beweging relatief is, hoe kunnen we dan de traagheid van een lichaam meten? We moeten de traagheid meten ten opzichte van iets anders. Maar wat als we ons een deeltje helemaal op zichzelf in het heelal voorstellen? We zouden kunnen hopen dat we nog enig idee hebben van de staat van beweging. Het principe van Mach wordt soms geïnterpreteerd als de stelling dat de bewegingstoestand van zo'n deeltje in dat geval geen betekenis heeft.
In de woorden van Mach is het principe als volgt belichaamd: 
[De] onderzoeker voelt de behoefte ... om kennis te hebben van de onderlinge connecties - zeg maar - van de massa's in het heelal. Een visioen blijft voor hem zweven van een ideaal inzicht in alle principes van de gehele massa, waaruit dan zowel de versnelde als de traagheids bewegingen vanzelf voort zullen komen.
Albert Einstein leek het principe van Mach te zien als iets in de trant van: 
...traagheid vindt haar oorzaak in een soort interactie tussen lichamen...
In die zin zijn ten minste enkele van Machs principes gerelateerd aan filosofisch holisme . De suggestie van Mach kan worden opgevat als het bevel dat gravitatietheorieën relationele theorieën moeten zijn. Einstein bracht het principe in de reguliere natuurkunde terwijl hij aan de algemene relativiteitstheorie werkte. Het was Einstein die voor het eerst de uitdrukking Machs principe bedacht. Er is discussie over de vraag of Mach echt een nieuwe natuurwet wilde suggereren, omdat hij die nooit expliciet vermeldt.
Einstein vond inspiratie in Machs boek The Science of Mechanics (1883, tr. 1893), waarin de filosoof Newtons idee van absolute ruimte bekritiseerde, in het bijzonder het argument dat Newton gaf om het bestaan van een ultiem referentiesysteem te ondersteunen: wat gewoonlijk het " bucket-argument van Newton" wordt genoemd.
In zijn Philosophiae Naturalis Principia Mathematica wilde Newton aantonen dat iedereen kan weten of men roteert in de absolute ruimte door de schijnbare krachten te meten die alleen optreden wanneer een absolute rotatie wordt uitgevoerd. Als een emmer met water wordt gevuld en draait ondervindt het water heel duidelijk een middelpuntvliedende kracht. Dit gedachte-experiment werkt ook in de afwezigheid van planeten of sterren. Als de emmer niet draait is er geen middelpuntvliedend effect, zelfs als er geen andere hemellichamen zijn...dus hoe weet de emmer dat hij niet draait ?
Dit suggereert dat er misschien geen referentiekader voor absolute beweging bestaat maar wellicht wel voor absolute draaiing.

In Machs idee zou het concept van absolute beweging vervangen moeten worden door een totaal relativisme waarin elke beweging, uniform of versneld, alleen zin heeft met betrekking tot andere lichamen ( dwz men kan niet zeggen dat het water roteert, maar moet specificeren ten opzichte van wat het roteert). In deze visie moeten de schijnbare krachten die onderscheid suggereren tussen relatieve en "absolute" bewegingen alleen worden beschouwd als een effect van de bijzondere asymmetrie die er is in ons referentiestelsel aanwezig is tussen de kleine voorwerpen die bewegen ( zoals emmers, kerndeeltjes), en de grote objecten die bewegen (de aarde en verre sterren).
Dezelfde gedachte werd verwoord door de filosoof George Berkeley in zijn De Motu . Het is bij Mach niet duidelijk of hij van plan was een nieuw soort fysieke interactie tussen zware lichamen te formuleren. Een mechanisme dat de traagheid van lichamen opnieuw zou bepalen, zodat zware en verre lichamen van ons universum het meest zouden moeten bijdragen aan de traagheidskrachten, maar ook aan het totale impulsmoment van het heelal. Waarschijnlijker suggereerde Mach slechts een "herbeschrijving van beweging in de ruimte als ervaringen die de term ruimte niet oproepen".  Wat zeker is, is dat Einstein de passage van Mach op de oude manier interpreteerde, waardoor een langdurig debat ontstond.
De meeste natuurkundigen geloven dat het principe van Mach nooit ontwikkeld zou zijn tot een kwantitatieve natuurkundige theorie die zou verklaren waardoor traagheid wel relatief is en draaiing absoluut. Mach zelf heeft zijn principe nooit precies duidelijk gemaakt.  :9–57Hoewel Einstein geïntrigeerd en geïnspireerd was door het principe van Mach had hij het niet nodig voor de formulering van de algemene relativiteitstheorie, waarin het principe van gelijkwaardigheid van zware massa en trage massa wel fundamenteel is.